# Randjesbloem
De randjesbloem of rijstebrij (Arabis caucasica of Arabis alpina subsp. caucasica) is een vaste plant die behoort tot de Kruisbloemenfamilie (Brassicaceae). De randjesbloem komt van nature voor in het Middellandse Zeegebied, Noord-Afrika en Midden-Azië.

## Beschrijving
De plant wordt 10–30 cm hoog en vormt bovengrondse uitlopers. De grijze, viltig met stervormige haren bezette stengel- en grondbladeren zijn zwak getand. Ze hebben aan beide kanten 2-5 korte tanden.
De plant bloeit vanaf maart tot in mei met witte bloemen. De kroonbladen zijn 11–14 mm lang en hebben een plotselinge overgang naar de nagel.

## Gebruik
De randjesbloem wordt sinds het begin van de twintigste eeuw gebruikt in rotstuinen als bodembedekker en als snijbloem.

## Cultivars
- 'Snowcap' heeft witte bloemen
- 'Plena' heeft gevulde bloemen
- 'Sulphurea' zwavelgele bloemen
- 'Variégata' crèmekleurige bloemen
- 'Compinkie' roze bloemen